# Конкордия (ЮАР)
Конкордия (африк. Concordia) — город в муниципальном районе Намаква региона Намакваленд Северо-Капской провинции ЮАР. Расположен в 600 км от Кейптауна.

## История
Конкордия была основана рейнской миссионерской компанией в 1852 году. В 1853 году здесь началась добыча меди, которая продолжалась вплоть до 1983 года. Город имеет исторический интерес, так как именно здесь началась добыча меди в Южной Африке. Задолго до колониальной эпохи, начавшейся в 1652 году, аборигенные племена койсанских народов или нама получали самородную медь из гнейсовых и гранитных холмов, образующих Намаквалендский медный пояс. Медь использовали для декоративных нужд в виде браслетов и бус. Медный бум с конца XIX века продолжался до 1980-х годов.
В настоящее время в Конкордии остались гранитные каменоломни, добывающие в карьерах 50-тонны блоки, которые отправляют в Кейптаун на экспорт или для местного использования.
Во время Второй англо-бурской войны буры использовало Конкордию как штаб-квартиру во время осады Окиепа, находящегося в 6 км от неё.
Впечатляющие образцы корнуоллского каменного строительства ещё сохранились в Конкордии наряду с оригинальным амбаром, использовавшимся бурами как госпиталь во время Второй англо-бурской войны.

## Достопримечательности
- Гранитные рудники шахты Твифонтейн содержат выдающиеся образцы корнуоллской каменной кладки. В шахте Нью-Проспект находится ещё один гранитный рудник в отличном состоянии.
- На кладбище находятся могилы ранних рейнских миссионеров и безымянные могилы павших бурских солдат.
- Хилл Орбикул — объявленный объект культурного наследия, расположенный к западу от Конкордии. Демонстрируя лучший образец округлого диорита в стране, редкая текстура породы является результатом разделения гранитоидных магм в жидком состоянии, что образует концентрические внутренние полосы.
- Рейнская миссионерская станция была основана в 1852 году, в том же году, когда европейские старатели обнаружили медь в этом районе.
- Объединённая реформатская церковь — это каменное церковное здание, возведенное в 1875 году корнуольцами, с оригинальным органом, датируемым 1915 годом. Это прекрасный пример выдающейся каменной кладки[5].